# ニューデジタルケーブル
ニューデジタルケーブル株式会社（New Digital Cable Corporation）は、テレビ放送及びインターネット事業を展開するケーブルテレビ会社。岡山県にある「TikiTikiインターネット」を運営する株式会社エヌディエスの完全子会社。

## 概要
そもそもは、ネットワーク関連機器の販売（旧社名：株式会社ファーストコム）などを手がけていたが、2005年4月に北海道苫小牧市の有線放送事業の継承をきっかけにケーブルテレビ事業に転換。同年5月に現社名に変更した。
また、廃業寸前だった岩手県花巻市にある花巻ケーブルテレビを買収し、本社も花巻ケーブルテレビ社屋へと移管した。
現在、秋田県大館市と宮城県大崎市も開局し、各局とも地域名を入れた愛称でありMSOの形をとらずに全てニューデジタルケーブルが運営している。

## 本社所在地
- 岩手県花巻市西宮野目11-1

## サービスエリア
- 北海道苫小牧市： 苫小牧ケーブルテレビ
- 岩手県花巻市： 花巻ケーブルテレビ
- 秋田県大館市： 大館ケーブルテレビ
- 宮城県仙台市、大崎市、黒川郡、加美郡、遠田郡： 青葉ケーブルテレビ
- 宮城県大崎市： 大崎ケーブルテレビ

大崎市では2事業のエリアが重複する。青葉ケーブルテレビはNTT東日本のフレッツ光ネクスト回線を利用しており、大崎ケーブルテレビはニューデジタルケーブルが独自に確保した光回線を使用している。